# IC 4406
IC 4406 es una nebulosa planetaria en la constelación de Lupus. También se la conoce como Nebulosa Retina, pues su aspecto se ha comparado con la retina del ojo. Su distancia a la Tierra es incierta, estimándose entre 1900 y 5000 años luz.

## Características
Imágenes combinadas obtenidas con el VLT (siglas en inglés de Very Large Telescope) y con el telescopio espacial Hubble permiten ver la forma inusual, casi rectangular de esta nebulosa. Al igual que la nebulosa Mariposa, IC 4406 pertenece a la clase de las nebulosas bipolares, con un alto grado de simetría.
En la imagen se oberva como el lado derecho e izquierdo son prácticamente iguales. El gas y polvo manan de la estrella moribunda formando una estructura de "rosquilla" alrededor, de la que solo vemos un lado.
Esta rosquilla de material confina la intensa radiación proveniente del remanente de la estrella. El gas del interior de la rosquilla es ionizado por la luz que llega de la estrella central. La luz de los átomos de oxígeno se muestra de color azul en la imagen, el hidrógeno en color verde y el nitrógeno en rojo. Invisible en la fotografía se encuentra una zona mayor de gas neutro que no emite luz visible, pero que puede ser observada por los radiotelescopios.